# Línea 629 (Interurbanos Madrid)
La línea 629 de la red de autobuses interurbanos de Madrid une el intercambiador de Moncloa con el Parque Empresarial de Las Rozas.

## Características
Esta línea une de forma rápida la capital con Las Rozas, en un trayecto de 40 minutos aproximadamente. Circula por el carril Bus-VAO de la A-6 mientras esté abierto.

### Horarios de salida
| Lunes a viernes laborables (1 de sept. - 31 de julio) |
| De 6:40 a 23:20 cada 15-25 minutos                    |
| A 23:55                                               |
| Lunes a viernes laborables (Vigente agosto)           |
| De 6:55 a 23:55 cada 30-40 minutos                    |
| Sábados laborables, domingos y festivos               |
| A 7:55                                                |
| De 8:45 a 23:45 cada 50 minutos                       |

| Lunes a viernes laborables (1 de sept. - 31 de julio) |
| De 6:30 a 22:30 cada 20 minutos                       |
| A 23:00                                               |
| Lunes a viernes laborables (Vigente agosto)           |
| De 6:40 a 23:00 cada 35 minutos                       |
| Sábados laborables, domingos y festivos               |
| A 7:05                                                |
| De 7:55 a 22:55 cada 50 minutos                       |

## Recorrido y paradas

### Sentido Las Rozas
NOTA: Las paradas sombreadas en morado se realizan con el carril Bus-VAO abierto, mientras que las sombreadas en azul se realizan cuando circula por el lateral de la A-6.
| Código | Parada                                    | Común con                                                                                             | Conexiones con Metro y Cercanías | Municipio | Zona |
| ------ | ----------------------------------------- | --- | -------------------------------- | --------- | ---- |
| 06002  | Intercambiador de Moncloa (dársena 3)     | 621 624                                                                                               | Moncloa                          | Madrid    |      |
| 1332   | Escuela Agronómica                        | 83 133 162 164 621 622 623 624 624A 625 627 628 651 652 653 654 655 656 656A 657 658                  |                                  | Madrid    |      |
| 1334   | Palacio de La Moncloa                     | 83 133 162 164 621 622 623 624 624A 625 627 628 651 652 653 654 655 656 656A 657 658                  |                                  | Madrid    |      |
| 1338   | Veterinaria                               | 83 133 162 164 621 622 623 624 624A 625 627 628 651 652 653 654 655 656 656A 657 658 661 661A 662 664 |                                  | Madrid    |      |
| 06026  | Av. Padre Huidobro - Urb. Casaquemada     | 621 622 623 624 624A 625 627 628 661 661A 662 664                                                     |                                  | Madrid    |      |
| 11089  | Ctra. El Escorial - Quinta del Sol        | 621 622 623 624A 625 627 628 661                                                                      |                                  | Las Rozas |      |
| 06136  | Av. España - Urb. Las Cabañas II          | 561 561A 561B 621 622 624 626                                                                         |                                  | Las Rozas |      |
| 06137  | Av. España - Comunidad de Baleares        | 561 561A 561B 621 622 624 626                                                                         |                                  | Las Rozas |      |
| 09334  | Av. España - Principado de Asturias       | 561 561A 561B 621 622 624 626                                                                         |                                  | Las Rozas |      |
| 06208  | Av. España - Comunidad Castilla-La Mancha | 561 561A 561B 621 622 624 626                                                                         |                                  | Las Rozas |      |
| 06138  | Av. España - Comunidad Castilla y León    | 621 624 1 2                                                                                           |                                  | Las Rozas |      |
| 15703  | Av. España - Parque París                 | 1 2                                                                                                   |                                  | Las Rozas |      |
| 15803  | Comunidad Aragón - Comunidad La Rioja     | 1 2                                                                                                   |                                  | Las Rozas |      |
| 11375  | Turín - Oslo                              | |                                  | Las Rozas |      |
| 11373  | Turín - Luxemburgo                        | |                                  | Las Rozas |      |
| 15701  | Londres - Bruselas                        | 620                                                                                                   |                                  | Las Rozas |      |
| 15699  | Castillo Arévalo - Castillo Atienza       | 620                                                                                                   |                                  | Las Rozas |      |
| 15697  | Castillo Arévalo - Castillo Peñafiel      | 620                                                                                                   |                                  | Las Rozas |      |
| 12446  | Trva. Navalcarbón - Heron City            | 620 625 633 685 FS1 2                                                                                 |                                  | Las Rozas |      |
| 11827  | Camilo José Cela - J. Ramón Jiménez       | 628 685 2                                                                                             |                                  | Las Rozas |      |
| 11829  | Camilo José Cela - Severo Ochoa           | 628 685 2                                                                                             |                                  | Las Rozas |      |
| 12354  | Camilo José Cela - Jacinto Benavente      | 2 |                                  | Las Rozas |      |
| 12355  | Camilo José Cela - Octavio Paz            | 2 |                                  | Las Rozas |      |
| 12362  | Camilo José Cela - A. Pérez Esquivel      | |                                  | Las Rozas |      |
| 06128  | Ctra. A6 - Est. Pinar                     | 622 628 685                                                                                           | Pinar de Las Rozas               | Las Rozas |      |
| 06107  | Ctra. A6 - Est. Pinar                     | 622 628 633 685                                                                                       | Pinar de Las Rozas               | Las Rozas |      |

### Sentido Madrid
NOTA: Las paradas sombreadas en morado se realizan con el carril Bus-VAO abierto, mientras que las sombreadas en azul se realizan cuando circula por el lateral de la A-6.
| Código | Parada                                    | Común con                                                                                                  | Conexiones con Metro y Cercanías | Municipio | Zona |
| ------ | ----------------------------------------- | --- | -------------------------------- | --------- | ---- |
| 06107  | Ctra. A6 - Est. Pinar                     | 622 628 633 685                                                                                            | Pinar de Las Rozas               | Las Rozas |      |
| 11830  | Severo Ochoa - Pablo Neruda               | 628 633 685                                                                                                |                                  | Las Rozas |      |
| 20830  | José Echegaray - Frente Nº6               | |                                  | Las Rozas |      |
| 12363  | Camilo José Cela - A. Pérez Esquivel      | |                                  | Las Rozas |      |
| 12364  | Camilo José Cela - Gabriel Gª Márquez     | 2 |                                  | Las Rozas |      |
| 12365  | Camilo José Cela - Jacinto Benavente      | 2 |                                  | Las Rozas |      |
| 11828  | Camilo José Cela - Severo Ochoa           | 628 685 2                                                                                                  |                                  | Las Rozas |      |
| 11824  | Camilo José Cela - J. Ramón Jiménez       | 628 685 2                                                                                                  |                                  | Las Rozas |      |
| 12447  | Trva. Navalcarbón - Heron City            | 620 625 633 685 FS1 2                                                                                      |                                  | Las Rozas |      |
| 15698  | Castillo Arévalo - Castillo Oropesa       | 620 |                                  | Las Rozas |      |
| 15700  | Castillo Arévalo - Castillo La Mota       | 620 |                                  | Las Rozas |      |
| 15702  | Londres - Bruselas                        | 620 |                                  | Las Rozas |      |
| 11372  | Turín - Londres                           | |                                  | Las Rozas |      |
| 11374  | Turín - Oslo                              | |                                  | Las Rozas |      |
| 15805  | Av. Gerard Nevers - Ctra. M505            | 1 |                                  | Las Rozas |      |
| 15804  | Av. Gerard Nevers - Comunidad Aragón      | |                                  | Las Rozas |      |
| 15704  | Av. España - Parque París                 | |                                  | Las Rozas |      |
| 15705  | Av. España - Alicante                     | |                                  | Las Rozas |      |
| 12370  | Av. España - Comunidad Castilla-La Mancha | 621 624 |                                  | Las Rozas |      |
| 09335  | Av. España - Principado de Asturias       | 561 561A 561B 621 622 624 626                                                                              |                                  | Las Rozas |      |
| 06174  | Av. España - Comunidad de Canarias        | 561 561A 561B 621 622 624 626                                                                              |                                  | Las Rozas |      |
| 06136  | Av. España - Urb. Las Cabañas II          | 561 561A 561B 621 622 624 626                                                                              |                                  | Las Rozas |      |
| 06166  | Ctra. El Escorial - Quinta del Sol        | 621 622 623 624A 625 627 628 631 641 642 643 661                                                           |                                  | Las Rozas |      |
| 11090  | Ctra. M505 - Cerezales                    | 621 622 623 624 624A 625 627 628 631                                                                       |                                  | Las Rozas |      |
| 06170  | Ctra. A6 - Colonia Veracruz               | 621 622 623 624 624A 625 627 628                                                                           |                                  | Las Rozas |      |
| 06218  | Ctra. A6 - Urb. Jardín de Las Avenidas    | 621 622 623 624 624A 625 627 628                                                                           |                                  | Las Rozas |      |
| 06268  | Av. Padre Huidobro - P.º Ermita           | 621 622 623 624 624A 625 627 628 631 635 641 642 643 651 652 653 654 655 656 656A 657 661 661A 662 664 815 |                                  | Madrid    |      |
| 4311   | Padre Huidobro - Carretera de Castilla    | 162 621 622 623 624 624A 625 627 628 651 652 653 654 655 656 656A 657 658                                  |                                  | Madrid    |      |
| 23     | Filosofía B - Estadística                 | Autobuses interurbanos del Corredor 6                                                                      |                                  | Madrid    |      |
| 1335   | Palacio de La Moncloa                     | Autobuses interurbanos del Corredor 6                                                                      |                                  | Madrid    |      |
| 1333   | Escuela Agronómica                        | Autobuses interurbanos del Corredor 6                                                                      |                                  | Madrid    |      |
| 06002  | Intercambiador de Moncloa (dársena 3)     | 621 624 | Moncloa                          | Madrid    |      |

## Galería de imágenes

Mapa de la distribución de dársenas del intercambiador de Moncloa con la distribución de cabeceras de las líneas de autobuses, entre las que aparece la línea 629.